# Бекболат, Исмаил Ерболатулы
Исмаил Ерболатулы Бекболат (каз. Исмаил Ерболатұлы Бекболат; род. 10 января 2008, Алма-Ата) — казахстанский футболист, нападающий клуба «Кайрат» и сборной Казахстана до 17 лет.

## Клубная карьера
Футбольную карьеру начинал в 2024 году в составе клуба «Кайрат-Жастар». 19 сентября 2024 года в матче против клуба «Каспий» (2:4) дебютировал в первой лиге Казахстана, выйдя на замену на 46-й минуте вместо Мансура Биркурманова. 2 марта 2025 года в матче против клуба «Астана» (1:1) дебютировал в чемпионате Казахстана, выйдя на замену на 76-й минуте вместо Гиорги Зарии.

## Карьера в сборной
18 февраля 2024 года дебютировал за сборную Казахстана до 17 лет в матче против сборной России до 17 лет (1:3). 15 октября 2024 года в матче против сборной Косовы до 17 лет (4:4) забил дебютный мяч за сборную Казахстана до 17 лет.

## Достижения
«Кайрат»
- Обладатель Суперкубка Казахстана: 2025

## Клубная статистика
| Клуб             | Сезон            | Лига | Лига | Кубки | Кубки | Еврокубки | Еврокубки | Итого | Итого |
| Клуб             | Сезон            | Игры | Голы | Игры  | Голы  | Игры      | Голы      | Игры  | Голы  |
| ---------------- | ---------------- | ---- | ---- | ----- | ----- | --------- | --------- | ----- | ----- |
| Кайрат           | 2025             | 8    | 0    | 1     | 0     | —         | —         | 9     | 0     |
| Кайрат           | Итого            | 8    | 0    | 1     | 0     | —         | —         | 9     | 0     |
| → Кайрат-Жастар  | 2024             | 3    | 0    | —     | —     | —         | —         | 3     | 0     |
| → Кайрат-Жастар  | 2024             | 8    | 3    | —     | —     | —         | —         | 8     | 3     |
| → Кайрат-Жастар  | Итого            | 11   | 3    | —     | —     | —         | —         | 11    | 3     |
| Всего за карьеру | Всего за карьеру | 19   | 3    | 1     | 0     | —         | —         | 20    | 3     |